# José Tresenza
José Tresenza ( Argentina, ? - 1972 ) fue un actor y director que se desempeñó como actor de reparto en algunas películas y trabajó con asiduidad en la radiofonía. Fue el padre de la locutora Rina Morán.
En el cine tuvo su papel más importante en La última escuadrilla (1951) dirigido por Julio Saraceni. Trabajó muchos años en Radio El Mundo de Buenos Aires y en el popular programa Peter Fox lo sabía interpretaba al protagonista que le daba nombre. Dirigió radioteatros como Radio Cine Lux, que transmitía programas unitarios los sábados a la noche con la adaptación de películas famosas y el Teatro Palmolive del Aire que entre 1952 y 1957 transmitía una novela por mes, los doce meses del año y entre cuyos autores estaba Sergio De Cecco.

## Filmografía
Actor
- La última escuadrilla (1951)
- El fin de la noche (1944)
- La maestrita de los obreros (1942)
- Su primer baile (1942)
- Encadenado (1940)